# Agostino Novello
Il beato Agostino Novello detto il Panormitano (Tarano o Termini Imerese, 1240 – Siena, 19 maggio 1309) è stato un religioso italiano venerato come beato dalla Chiesa cattolica.

## Biografia
Agostino Novello nacque da una famiglia nobile e benestante verso l'anno 1240 e al fonte battesimale gli venne posto il nome di Matteo. La data e il luogo di nascita sono incerti: secondo talune fonti potrebbe essere nato a Tarano oppure a Terranova, comunque nella provincia di Rieti; oppure ancora potrebbe essere stato nativo di Termini Imerese (da cui l'altro nome con cui è conosciuto e che è il suo probabile nome alla nascita: Matteo da Termini), Trapani, Taormina o nella stessa città di Palermo; la disputa sulle origini del beato Agostino Novello viene citata anche da Leonardo Sciascia.
Compiuti gli studi umanistici nel regno di Sicilia, fu mandato a Bologna per sostenervi gli studi superiori e qui ebbe come compagno di studi il figlio naturale di Federico II, Manfredi. Laureatosi Novello in diritto civile ed in diritto ecclesiastico, dopo averne tenuto la cattedra, venne nominato prefetto di Curia da Manfredi, nel frattempo divenuto re di Sicilia nella cattedrale di Palermo il 10 agosto 1258. Il nuovo sovrano proseguì lo stile governativo paterno, sia sotto il profilo politico, amico dei ghibellini, sia sotto il profilo culturale e legislativo, chiamando a sé gli spiriti più illuminati e colti del suo tempo, tra cui il suo compagno di studi Matteo, esperto in diritto, che volle stabilmente alla sua corte. L'anonimo biografo del nostro beato annota che, durante il suo prestigioso servizio alla corte dello svevo, mai egli partecipò ad un processo, né ad un'assemblea, dove si discuteva di pena capitale.
Alla morte del sovrano, avvenuta nella battaglia di Benevento il 26 febbraio 1266, Matteo cadde gravemente ferito e, creduto morto, fu abbandonato sul campo tra i cadaveri. Sperimentò la delusione di fronte al crollo improvviso degli ideali cui si era dedicato, tanto che decise di cambiare vita diventando frate dell'Ordine domenicano; scelto poi l'abito dei frati agostiniani del convento di Sant'Agostino a Palermo (1268), cambiò il proprio nome con quello del fondatore, Agostino d'Ippona. Dopo alcuni mesi trascorsi a Palermo si recò presso l'eremo di Siena e da qui a Santa Barbara, poco lontano dalla città toscana. Creduto analfabeta, si occupò dei lavori e dei servizi più umili. Dopo qualche tempo, fu trasferito nell'eremo di Rosia, dove tutti apprezzavano e amavano questo umile frate, tutto dedito al lavoro e alla contemplazione.

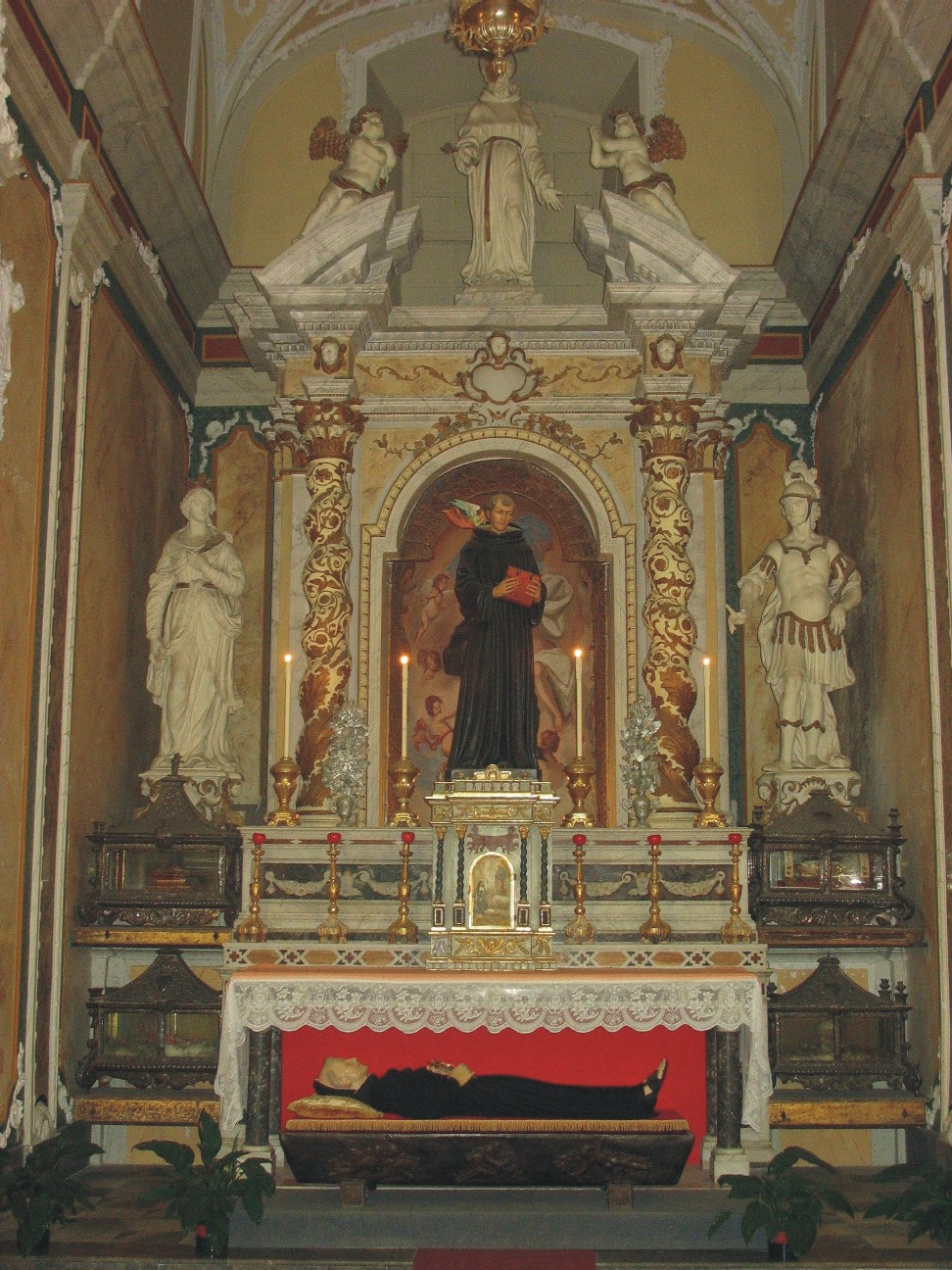
Cappella del Beato Agostino Novello nel Duomo di San Nicola di Bari (Termini Imerese)

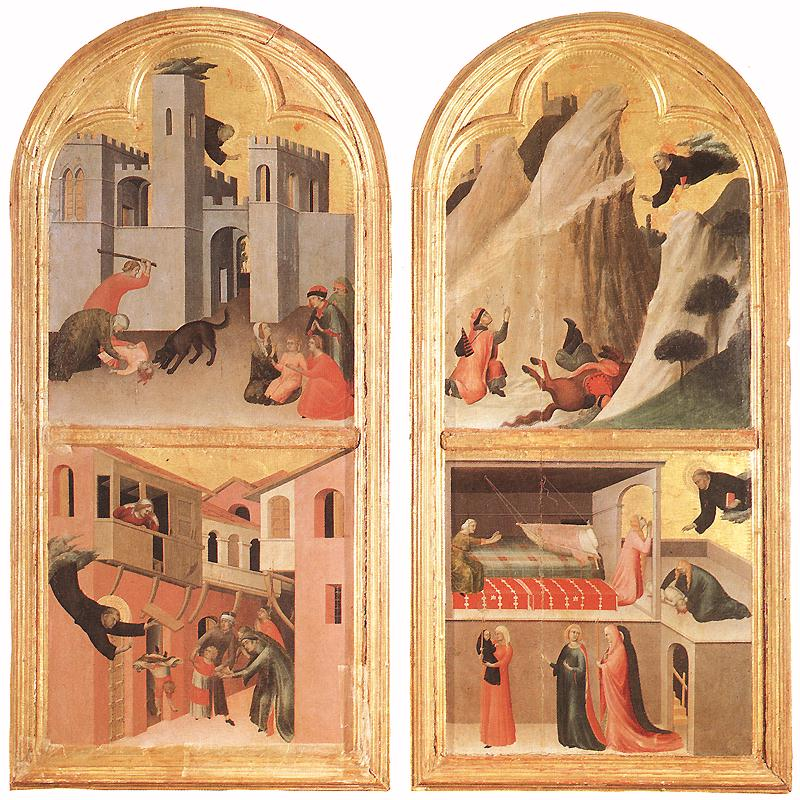
Miracoli del beato Agostino, di Simone Martini

Nell'anno 1288 la pace della comunità religiosa fu turbata dalla notificazione di una causa intentata contro il convento: la comunità rischiava di perdere la proprietà del terreno stesso su cui era costruito l'eremo. Agostino, rendendosi conto che i confratelli erano incapaci di gestire la causa, si rivolse allora al superiore, perché gli permettesse di scrivere una memoria difensiva. Il Priore, inizialmente meravigliato, gli diede il permesso per scrivere e grande fu il suo stupore nel vedere in poco tempo la pergamena piena di una scrittura bella e lineare come nelle vecchie carte dell'archivio. Quando il giudice, Messer Giacomo de' Pagliaresi, lesse la memoria difensiva, capì che era opera di qualcuno che aveva studiato, come lui, a Bologna. Andò subito a Rosia e scoprì che l'autore era l'antico suo compagno di studi presso l'università. Il convento vinse la causa, ma frate Agostino perse la pace, nonostante supplicasse l'amico di non divulgare la sua scoperta.
La notizia giunse presto alle orecchie del Priore Generale Clemente da Osimo, che, conosciuto il suo talento e le sue virtù, lo trasferì a Roma, dove fu ordinato sacerdote e, poiché stava in quel tempo redigendo le Costituzioni dell'Ordine, richiese la sua collaborazione. Poco dopo fu nominato da Papa Niccolò IV Penitenziere Apostolico e suo confessore, ministero che svolse anche sotto i pontificati di Celestino V e Bonifacio VIII. Al Capitolo Generale dell'Ordine tenutosi a Milano il 25 maggio 1298 i delegati di tutto l'Ordine lo elessero Priore Generale, benché assente. A nulla valse la sua richiesta di modificare tale decisione, perché il papa Bonifacio VIII lo indusse ad accettare. Tuttavia, riuscì ad anticipare di un anno il capitolo generale, che si sarebbe dovuto svolgere nel 1301, e a Napoli, nel 1300, presentò le dimissioni. Si ritirò nell'eremo di San Leonardo al Lago presso Lecceto (Siena), tutto dedito alla preghiera e alle opere di carità, dove costruì un ospedale fondando l'Ordine dei Chierici ospedalieri.
Una delle sue ultime fatiche giuridiche fu la redazione del primo statuto dello “Spedale” di Santa Maria della Scala situato di fronte alla cattedrale di Siena.
La morte lo colse il 19 maggio 1309, lunedì di Pentecoste, e il suo corpo fu traslato nella chiesa di Sant'Agostino di Siena, a seguito di numerosi miracoli operati per sua intercessione. Simone Martini, qualche anno dopo, nel 1328, lo dipinse su una bellissima tavola, circondato da immagini dei suoi miracoli e rappresentato con un angelo “sussurrante” dietro un orecchio, simbolo della divina ispirazione.

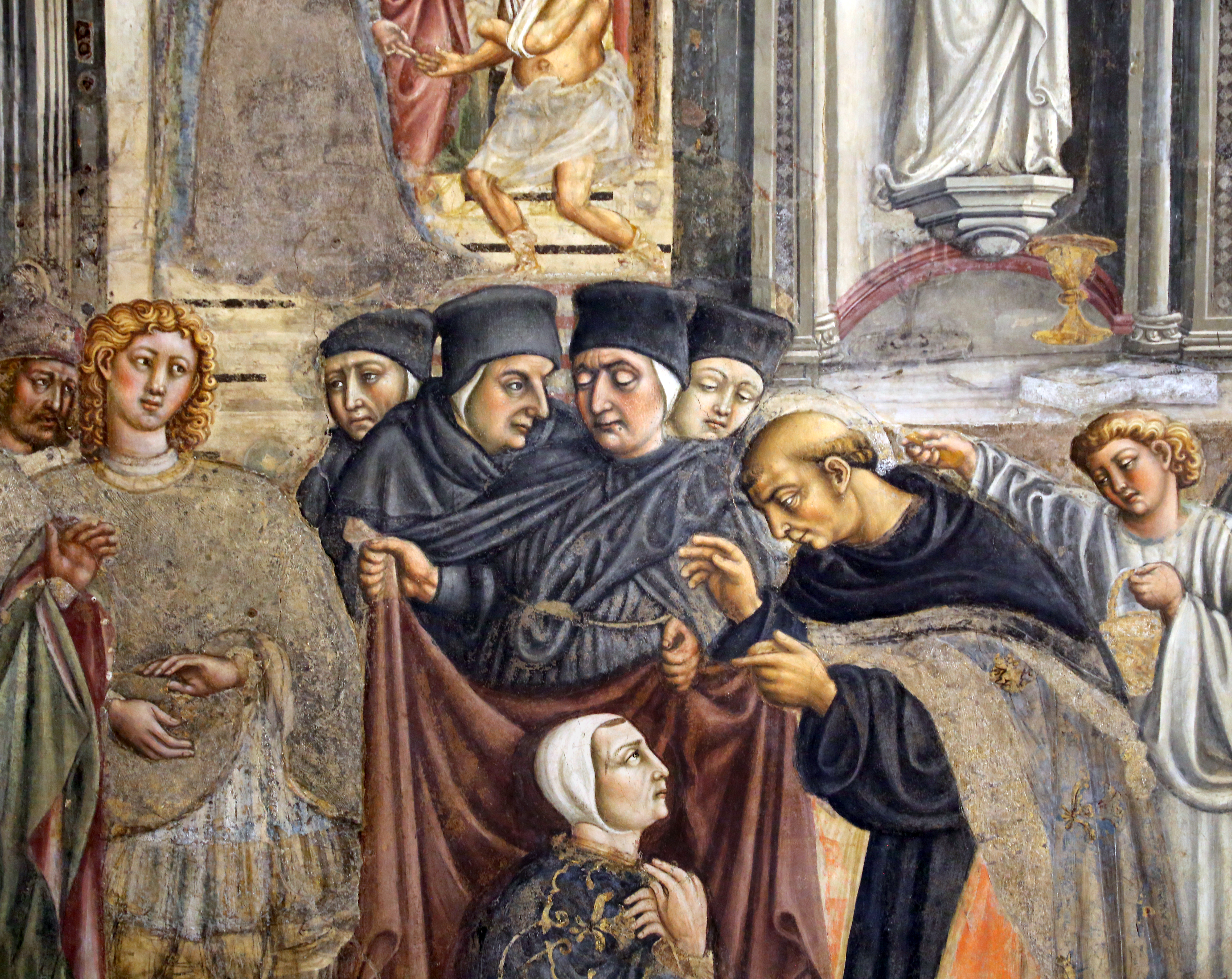
il beato Agostino Novello consegna l'abito al rettore
Priamo della Quercia, 1442, “Spedale” di Santa Maria della Scala, Siena

## Culto
A seguito di numerosi prodigi ottenuti per sua intercessione dopo la morte, il Vescovo di Siena permise che le sue ossa fossero esposte nella chiesa di Sant'Agostino alla venerazione dei fedeli.

Papa Clemente XIII, riconosciuto tale culto prestato da tempo immemorabile, nel 1759 lo ratificò scrivendo il nome di Agostino nell'albo dei Beati.

### Celebrazioni a Termini Imerese

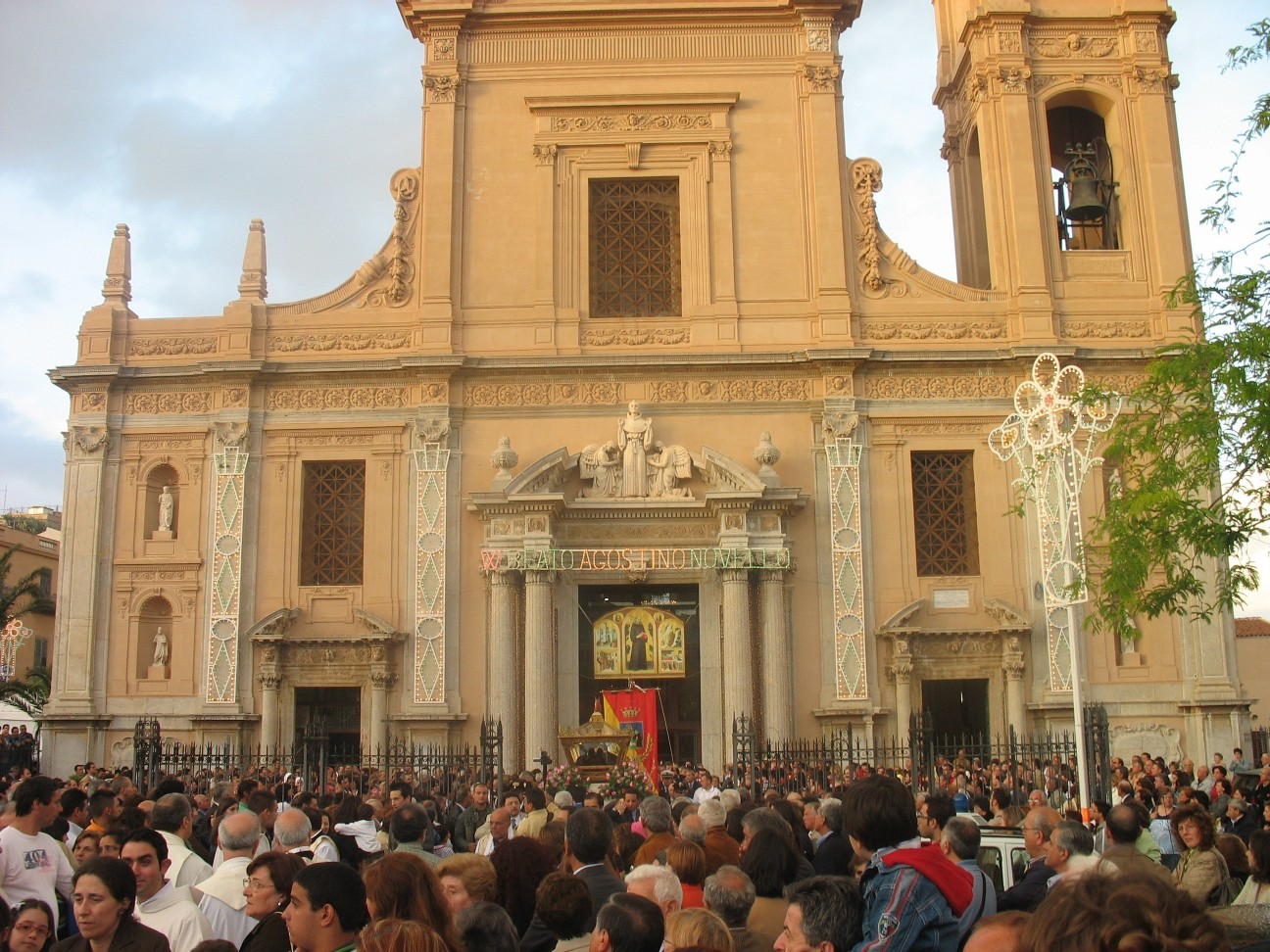
Solenni festeggiamenti in onore del Patrono, Beato Agostino Novello. Un momento della processione all’uscita dal Duomo di San Nicola di Bari (Termini Imerese).

Da sempre il popolo termitano lo venera e lo ammira come patrono e concittadino. Tale devozione si rafforza in occasione dell'arrivo in città della venerata reliquia del braccio, donata dal Gran Duca di Toscana. La nave che trasportò questa reliquia fu accolta in una calda giornata d'estate del 1620. Solennemente trasportata nella Maggior Chiesa, fu custodita in un'urna d'argento e fu posta nella cappella a destra dell'altare, a lui dedicata. Dal 1977 l'intero corpo del Beato Agostino Novello è esposto alla pubblica venerazione nella cappella a lui dedicata nel duomo di Termini Imerese (chiesa di San Nicola di Bari), dove arde perpetua una lampada ad olio, segno di devozione ed ammirazione.
I solenni festeggiamenti in onore del Patrono hanno luogo il 19 maggio di ogni anno. Nel Duomo viene celebrata la S. Messa e, a seguire, lungo le vie principali della città, si snoda la Processione, cui partecipano le confraternite cittadine, il clero, le comunità parrocchiali e le autorità civili e militari.
Nel 2007 sono stati festeggiati i trent'anni dalla traslazione del corpo del Beato, da Siena a Termini Imerese.